# John G. Coburn

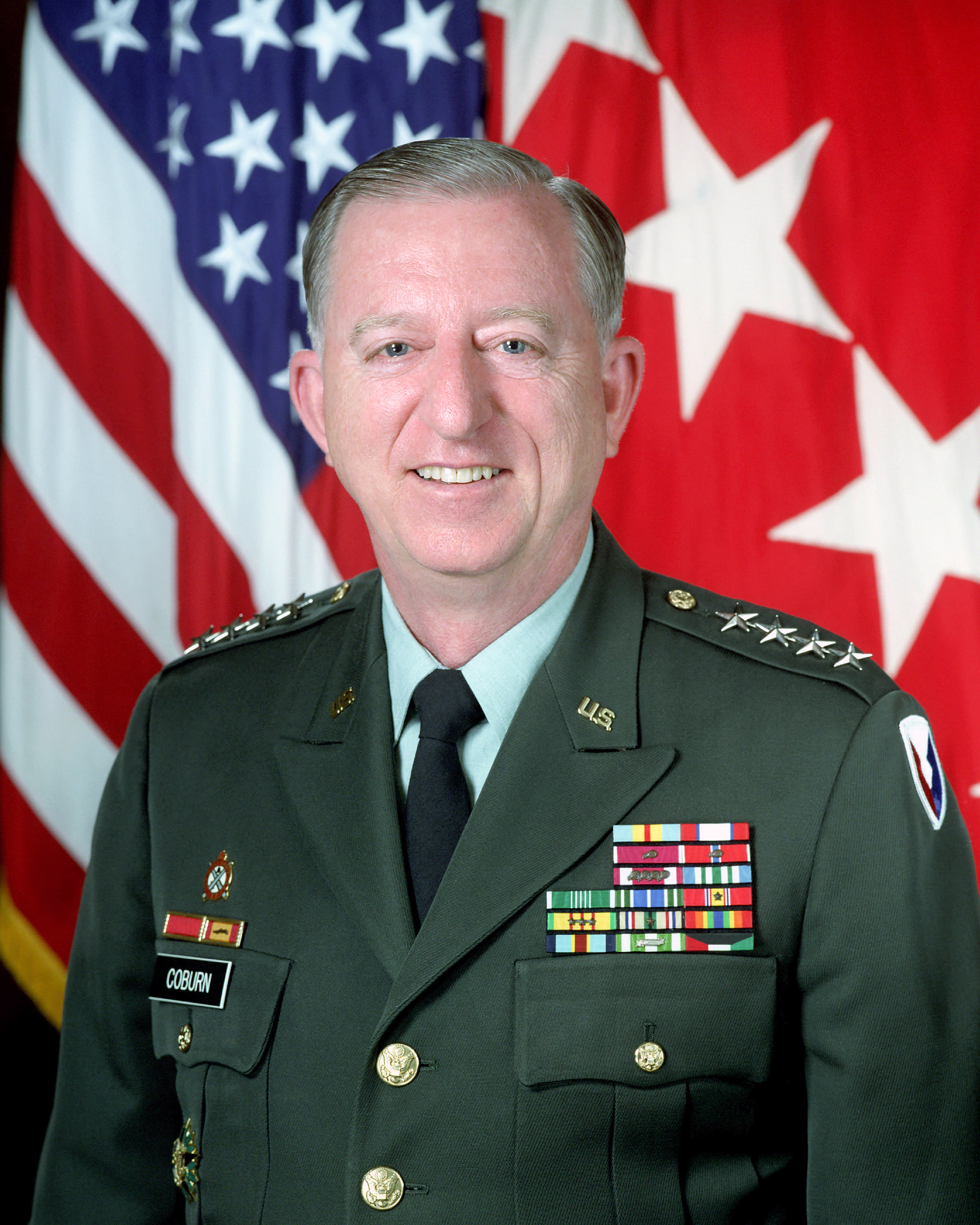
John G. Coburn

John Gordon Coburn (* 9. Oktober 1941 in Caretta, McDowell County, West Virginia) ist ein pensionierter General der United States Army.
John Coburn studierte an der Eastern Michigan University, wurde anschließend in das Offizierskorps des US-Heeres aufgenommen und als Leutnant der Infanterie zugeteilt. In der Armee durchlief er von 1963 bis 2001 alle Offiziersränge bis zum Vier-Sterne-General. Während seiner militärischen Karriere absolvierte er verschiedene Kurse und Schulungen. Dazu gehörten unter anderem das Command and General Staff College in Fort Leavenworth und das Industrial College of the Armed Forces das heute unter dem Namen Dwight D. Eisenhower School for National Security and Resource Strategy bekannt ist. Außerdem studierte er an der University of Kansas das Fach Politikwissenschaft und an der University of Missouri School of Law Rechtswissenschaften. Daraufhin wurde er als Rechtsanwalt zugelassen.
Sein beruflicher Betätigungsbereich blieb aber das Militär. Dort entwickelte er Interesse an logistischen Aufgaben. Zu Beginn seiner militärischen Laufbahn war er seinem niederen Offiziersrang entsprechend bei verschiedenen Einheiten stationiert. In den Jahren 1963 und 1964 war er beispielsweise Zugführer bei einer in Illinois stationierten Einheit und in den Jahren 1967 und 1968 im Vietnamkrieg eingesetzt. Dort war er als Stabsoffizier in der Abteilung für Operationen (G3) der II Field Force tätig. Anschließend war er bis 1971 in New York City Stabsoffizier bei der dortigen regionalen Stelle für Vertragsvergaben (Defense Contract Administration). Darauf folgte eine Versetzung nach Taiwan, wo er in den Jahren 1972 und 1973 ein Militärdepot kommandierte. In den Jahren 1975 bis 1977 diente er in Saudi-Arabien in einer US-Einheit der Engineers unter anderem als Berater. 
Im Jahr 1977 wurde er zum United States Army Materiel Command (AMC) versetzt, wo er ebenfalls als Stabsoffizier tätig war. Dann war er von 1978 bis 1980 in South Bend in Indiana stationiert, wo er die dortige Abteilung für militärische Auftragsvergaben leitete. Von 1980 bis 1982 war er Bataillonskommandeur des 124th Maintenance Battalions in Fort Hood und in den Jahren 1982 und 1983 bei der 2. Panzerdivision Leiter der Abteilung für Logistik (G4). Danach leitete er von 1984 bis 1986 bei derselben Einheit die für den Nachschub zuständigen Abteilung (Commander, Division Support Command).
Im Jahr 1987 wurde John Coburn nach Lexington in Kentucky versetzt, wo er bis 1989 das Kommando über die Einheit Materiel Readiness Support Activity innehatte. Danach war er bis 1991 Stabsoffizier für Beschaffung (Deputy Chief of Staff for Procurement) beim United States Army Materiel Command (AMC). Von April bis Juli 1991 war er während des Zweiten Golfkriegs als stellvertretender Kommandeur des 22nd Theater Army Support Commands nochmals in Saudi-Arabien. Anschließend wurde er nach Heidelberg versetzt, wo er beim Großverband United States Army Europe (USAREUR) als Deputy Chief of Staff for Logistics (G4) die Leitung der für militärische Logistik zuständigen Stabseinheit übernahm. 
Im Jahr 1992 übernahm Coburn das Kommando über das  Ordnance Corps, das er bis 1994 innehatte. Dabei trat er die Nachfolge von Johnnie E. Wilson an. Später wurde er zunächst stellvertretender Kommandeur des AMC und dann im Jahr 1999, erneut in der Nachfolge von Johnnie Wilson, Kommandeur dieser Einheit. Er bekleidete das Amt des Kommandeurs des AMC vom 14. Mai 1999 bis zum 30. Oktober 2001. Anschließend ging er in den Ruhestand.
In seinem Ruhestand wechselte John Coburn in die private Wirtschaft. Er wurde für einige Jahre CEO der Firma VT Systems und blieb danach weiterhin in deren Vorstand. Mit seiner Frau Janice Pepper hat er drei erwachsene Söhne. Eine Tochter starb 1965 einen Tag nach ihrer Geburt. 

## Orden und Auszeichnungen
John Coburn erhielt im Lauf seiner militärischen Laufbahn unter anderem folgende Auszeichnungen:
- Defense Distinguished Service Medal (2 x)
- Army Distinguished Service Medal
- Legion of Merit (2 x)
- Bronze Star Medal (2 x)
- Meritorious Service Medal (5 x)
- Joint Service Commendation Medal
- Army Commendation Medal
- Southwest Asia Service Medal
- Kuwait Liberation Medal (Kuwait)